# Черната пантера: Уаканда завинаги
„Черната пантера: Уаканда завинаги“ (на английски: Black Panther: Wakanda Forever) е американски супергеройски филм от 2022 г. за eдноименния персонаж на „Марвел Комикс“. Продуциран от „Марвел Студиос“ и разпространяван от „Уолт Дисни Студиос Моушън Пикчърс“, той е продължение на филма „Черната пантера“ (2018) и е 30-ият филм в „Киновселената на Марвел“. Режисьор е Раян Куглър, който е съсценарист със Джо Робърт Коул. Във филма участват Летиша Райт, Лупита Нионг'о, Данай Гурира, Уинстън Дюк, Доминик Торн, Флорънс Касумба, Микаела Коел, Тенох Уерта, Мартин Фрийман и Анджела Басет.
Премиерата на филма се състои в театър „Ел Капитан“ и в „Долби Тиътър“ в Холивуд на 26 октомври 2022 г., и е пуснат по кината в Съединените щати на 11 ноември 2022 г. като последният филм от Четвърта фаза на „Киновселената на Марвел“.

## Актьорски състав
| Актьор                 | Роля                                 |
| ---------------------- | ------------------------------------ |
| Летиша Райт            | Шури / Черната пантера               |
| Лупита Нионг'о         | Накиа                                |
| Данай Гурира           | Окойе                                |
| Уинстън Дюк            | М'Баку / Човекът маймуна             |
| Доминик Торн           | Рири Уилямс / Желязното сърце        |
| Флорънс Касумба        | Айо                                  |
| Микаела Кол            | Анека                                |
| Тенох Уерта            | К'ук'улкан / Намор                   |
| Мартин Фрийман         | Еверет Рос                           |
| Анджела Басет          | Рамонда                              |
| Джулия Луис-Драйфус    | Валентина Алегра де Фонтейн          |
| Майкъл Джордан         | Н'Джадака / Ерик Стивънс / Килмонгър |
| Дивайн Лоув Конаду-Сън | Тусант / Т'чала                      |

## В България
В България филмът е пуснат на същата дата от „Форум Филм България“.